# Сидорин, Анатолий Ефимович
Анатолий Ефимович Сидорин (1905, Екатеринославская губерния — 25 июля 1947, город Киев) — министр государственного контроля УССР.

## Биография
Родился в 1905 году на Екатеринославщине. Участник гражданской войны. В 1941 году работал 1-м секретарем Днепродзержинского городского комитета КП(б)У Днепропетровской области. Был делегатом XVIII-й конференции ВКП(б) (15 — 20 февраля 1941) от Днепропетровской области.
Во время Великой Отечественной войны был уполномоченным Военного совета Южного фронта.
В 1943 году — секретарь Кемеровского областного комитета ВКП(б) по оборонной промышленности. В 1943—1944 годах — 1-й секретарь Днепродзержинского городского комитета КП(б)У Днепропетровской области. В 1944—1947 годах — 2-й секретарь Днепропетровского областного комитета КП(б)У. В январе—июле 1947 года — министр государственного контроля Украинской ССР.
Награжден орденом Трудового Красного Знамени, тремя медалями.
Умер 25 июля 1947 года. Похоронен в Киеве на Лукьяновском кладбище (участок № 30, ряд 1, место 19). На могиле высокий монумент из лабрадорита.